# Granada Club de Futbol (femení)
El Granada Club de Futbol Femení és un club de futbol femení espanyol. Va ser fundat al 2003, i és la secció femenina de futbol del Granada Club de Futbol.
L'any 2013 va ascendir per primera vegada a la Primera Divisió Femenina espanyola.
Actualment ha ascendit a la temporada 2022/2023 a Primera Divisió, màxima categoria del futbol femení espanyol.

## Història
Fundat en 2003 el Granada Club de Futbol Femení, el qual en aquesta dècada va estar a segona divisió durant les sis temporades que va disputar, aconseguint el subcampionat en tres ocasions.
Durant la dècada de 2010 va aconseguir el seu major assoliment amb l'ascens a la màxima categoria Primera Divisió a la temporada 2012/2013, però només va poder ser-hi una temporada, la resta de temporades va jugar a segona divisió, aconseguint un campionat la temporada 2012/2013 i cinc subcampionats.
A la dècada de 2020 l'equip participava a la segona divisió, sent subcampió en la temporada 2020/2021. A la temporada 2021/2022 participa per primer cop a la Copa de la Reina, arribant a 1/16 de final contra el Reial Betis, el qual es va imposar per 0-1. A la temporada 2022/20023 l'equip està a la nova segona divisió anomenada Primera Federació, i participant a la Copa de la Reina de futbol, eliminant a Màlaga CF, Levante Las Planas, Reial Betis, D. Alabès, i caient en quarts de final davant l'At. de Madrid, aquests quatre últims de la màxima categoria Primera Divisió. La temporada a la lliga finalitzen en 5a posició, jugant així el play off d'ascens a Primera Divisió, el rival en semifinals és l'Osasuna. (2-0 / 0-3), amb aquests resultats aconsegueix el seu passi a la final del play off d'ascens. La final serà contra el Deportivo de La Corunya. El Granada C.F. Femení aconsegueix l'ascens a la màxima categoria després de vèncer a Los Cármenes per (2-0) i perdre a La Corunya per (1-0).

## Trajectòria
| Temporada | Div.          | Pos. | Copa de la Reina\|Fase ascens       |
| --------- | ------------- | ---- | ----------------------------------- |
| 2004–05   | 2a (Gr. 5)    | 2n.  |                                     |
| 2005-06   | 2a (Gr. 5)    | 2n.  |                                     |
| 2006–07   | 2a (Gr. 5)    | 6º   |                                     |
| 2007–08   | 2a (Gr. 5)    | 2n.  |                                     |
| 2008–09   | 2a (Gr. 5)    | 4º   |                                     |
| 2009–10   | 2a (Gr. 5)    | 8º   |                                     |
| 2010-11   | 2a (Gr. 5)    | 4º   |                                     |
| 2011–12   | 2a (Gr. 4)    | 3r.  |                                     |
| 2012–13   | 2a (Gr. 4)    | 1r.  |                                     |
| 2013–14   | 1a            | 15º  |                                     |
| 2014–15   | 2a (Gr. 4)    | 3r.  |                                     |
| 2015–16   | 2a (Gr. 4)    | 2n.  |                                     |
| 2016–17   | 2a (Gr. 4)    | 2n.  |                                     |
| 2017–18   | 2a (Gr. 4)    | 2n.  |                                     |
| 2018–19   | 2a (Gr. 4)    | 2n.  |                                     |
| 2019–20   | 2a (Gr. 4)    | 2n.  |                                     |
| 2020–21   | 2a (2-A)      | 2n.  | 3r. en Fase d'ascens                |
| 2021–22   | 2a Reto (Sud) | 3r.  | 1/16 Final Copa                     |
| 2022-23   | 1a Federació  | 5º   | 1/4 Final Copa /1r. Play Off Ascens |
| 2023-24   | 1a            | 14º  |                                     |

## Palmarès
Torneigs nacionals
1 vegada Campió Play Off ascens a Primera Divisió Femenina d'Espanya: Temporada: 2022/2023.
1 vegada Campió Segona Divisió: Temporada: 2012/2013.
9 vegades Subcampió Segona Divisió: Temporades: 2004/2005; 2005/2006; 2007/2008; 2015/2016; 2016/2017;2017/2018; 2018/2019; 2019/2020; 2020/2021.